# Comostolopsis leuconeura
Comostolopsis leuconeura là một loài bướm đêm trong họ Geometridae.